# (16528) Terakado
(16528) Terakado est un astéroïde de la ceinture principale.

## Description
(16528) Terakado est un astéroïde de la ceinture principale. Il fut découvert le 2 avril 1991 à Kitami par Kin Endate et Kazuro Watanabe. Il présente une orbite caractérisée par un demi-grand axe de 2,53 UA, une excentricité de 0,21 et une inclinaison de 9,1° par rapport à l'écliptique.

## Compléments